# Neopogaństwo

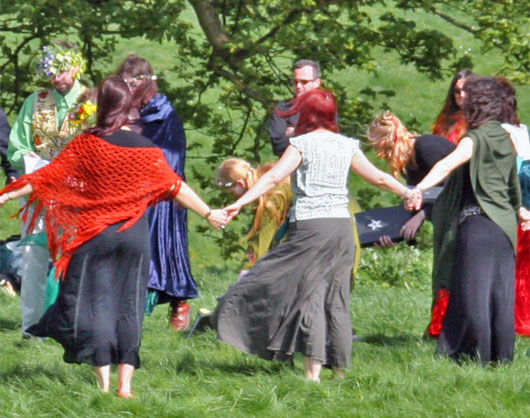
Neopogańska ceremonia religijna w Avebury

Neopogaństwo, nowoczesne pogaństwo, rzad. nowopogaństwo – to zbiorcze określenie współczesnych systemów wierzeń, poglądów, zjawisk i ruchów religijnych lub parareligijnych, dążących do wytworzenia duchowości opozycyjnej wobec religii monoteistycznych. W węższym znaczeniu neopogaństwo to tworzenie religii nowych poprzez eklektyczne łączenie elementów zaczerpniętych z różnych wierzeń czy wręcz konstruowanie wyznania od podstaw, w szerszym – także usiłowanie wskrzeszenia dawnych religii (rekonstrukcjonizm). W formie przymiotnika terminem tym określa się też powszechnie niektóre oficjalnie zarejestrowane i działające związki wyznaniowe (w tym część tzw. nowych ruchów religijnych).
Według Międzynarodowej Federacji Pogańskiej, poganie i neopoganie powinni utożsamiać się z następującymi zasadami:
1. Miłość i braterstwo z Naturą. Cześć dla siły życiowej i wiecznie odnawiających się cykli życia i
śmierci;

2. Pozytywna moralność, w której jednostka jest odpowiedzialna za odkrywanie i rozwój swojej
prawdziwej natury w harmonii ze światem zewnętrznym i społecznością. Zasada ta często jest
wyrażana jako „Czyń swoją wolę, dopóki nikogo nie krzywdzisz”;

3. Uznanie boskości, która wykracza poza podział na płeć, honorujące zarówno żeński, jak i
męski aspekt bóstwa.

## Terminneopogaństwo
Wielu członków tego ruchu uważa terminy „pogaństwo” i „neopogaństwo” za określenia deprecjonujące. W szczególności sprzeciwiają się temu określeniu neopoganie odmiany etnicznej. Przyczyną tej niechęci jest chrześcijański rodowód słowa paganus (łac. ‘wieśniak’). Nazywano tak mieszkańców terenów wiejskich, którzy trwali przy swoim etnicznym wyznaniu, i miało to wydźwięk negatywny. Również przyrostek –neo (łac. ‘nowy’) nie cieszy się przychylnością aktywistów, jako że sugeruje nowość, a neopoganie uważają się za kontynuatorów starej, "przyrodzonej” wiary. Akceptowaną przez nich nazwą jest natomiast rodzimowierstwo lub rodzima wiara. Ten termin wymaga jednak dookreślenia (np. rodzimowierstwo słowiańskie, germańskie). Bez ujednoznacznienia rozumie się go jako ogół religii etnicznych. Dlatego te dwa określenia nie są synonimiczne – neopogaństwo wykracza poza samą religijność, obejmując również uniwersalistyczne praktyki magiczne, takie jak np. szamanizm. Odnosi się do charakterystycznych cech wierzeń przedchrześcijańskich, ale nie musi być ich kontynuacją.

## Rodzaje ruchów neopogańskich
- Paleopogaństwo: autentyczne religie pogańskie (politeistyczne), które przetrwały do naszych czasów, takie jak afrokaraibskie kulty synkretyczne, łączące wierzenia Jorubów ze spirytyzmem i chrześcijaństwem (np. Voodoo, Santeria, Candomblé), religia Indian Ameryki Północnej (Native American Church), ruch Erzyans w Mordwie.
- Neopogaństwo  racjonalistyczne: np. „religia obywatelska” w czasie rewolucji francuskiej (kult Rozumu, deistyczny kult Istoty Najwyższej, teofilantropia).
- Neopogaństwo  okultystyczne: wyrosły z zainteresowań magią (np. Ancient Druid Order z 1717 r., Church of the Eternal Source, Hermetyczny Zakon Złotego Brzasku, Ordo Templi Orientis, White Order of Thule).
- Neopogaństwo  nacjonalistyczne: dążący do stworzenia „religii narodowej” na podstawie  dawnych wierzeń etnicznych. Ruchy tego nurtu występowały m.in. w Niemczech (Armanen-Orden Guido von Lista, Ordo Novi Templi Jörga Lanza von Liebenfelsa, Thule Gesellschaft Rudolfa von Sebottendorffa, Deutschreligiöse Gemeinschaft (1911), Deutschen Glaubensbewegung (1933), Bund für Götterkenntnis odbudowany w 1949 r. przez Mathildę Ludendorff), w Polsce (Lechickie Koło Czcicieli Światowida, Szczep Rogate Serce, Zadruga i Demiurg), na Ukrainie (Runwira), na Litwie (Romuva), na Łotwie (Dievturi), w Estonii (Taara), w krajach anglosaskich (Odinist Fellowship, później Ásatrú Free Assembly).
- Neopogaństwo  postmodernistyczne: niektóre synkretyczne ruchy New Age, które charakteryzuje poszukiwanie nowej (odmiennej od chrześcijańskiej) duchowości, eksponowanie pierwiastka kobiecego i dążenie do harmonii z przyrodą; zaliczyć można tu wicca (mimo okultystycznego rodowodu), feministyczny nurt dianiczny, neoszamanizm, a także religie science-fiction (np. Church of All Worlds, kulty UFO) czy nawet religie żartu (np. dyskordianizm)[4].'

### Typologia ze względu na rewitalizowaną tradycję[2]
- Neopogaństwo etniczne (kulturowe): neopoganie etniczni rekonstruują wierzenia przedchrześcijańskie danej grupy etnicznej (narodu) – np. rodzimowierstwo słowiańskie, rodzimowierstwo germańskie.
- Neopogaństwo inter-etniczne (społeczne): nie jest związane z żadnym konkretnym narodem, ale operuje uniwersalistycznymi praktykami, które nawiązują do wierzeń pogańskich, np. szamanizm, druidyzm.

Często spotyka się również podział neopogaństwa na wschodnie i zachodnie, gdzie wschodnie zazwyczaj utożsamia się z etnicznym, nacjonalistycznym rodzimowierstwem, natomiast zachodnie z synkretyzmem i eklektyzmem New Age.

## Neopogaństwo w Polsce współczesnej
W Polsce w ostatnim półwieczu pojawiło się kilka organizacji odwołujących się do rodzimowierstwa słowiańskiego – tradycji słowiańskich sprzed chrystianizacji, np.:
- Rodzimy Kościół Polski,
- Zrzeszenie Wiary Rodzimej,
- Związek Wyznaniowy Rodzimowierców Polskich „Ród”[6],
- Klan Ausran.

Po 1989. w Polsce coraz większą popularność zdobywają zagraniczne ruchy neopogańskie, takie jak np. Wicca, która nie jest jednak wyznaniem oficjalnie zarejestrowanym. Pewną popularność zdobywają również ruchy neopogańskie odwołujące się do przedchrześcijańskiej Słowiańszczyzny, jednakże niebędące rodzimowierczymi w ścisłym tego słowa znaczeniu, jak Stowarzyszenie na rzecz Tradycji i Kultury „Niklot”.

## Neopogaństwo a New Age
Neopoganizm często zalicza się do Nowych Ruchów Religijnych, mimo że ugrupowania neopogańskie powstawały już w XIX w. (Rosja) i międzywojniu (Polska). Niektórzy badacze uznają ten ruch za część formacji New Age, wskazując na liczne podobieństwa pomiędzy zjawiskami. Należą do nich m.in.:
- Negatywny stosunek do zinstytucjonowanej religii (szczególnie chrześcijaństwa)[8]. Neopoganie postrzegają chrześcijaństwo jako potęgę, która, posługując się przemocą, wykorzeniła etniczne wierzenia. Natomiast zwolennicy New Age widzą w religii siłę hamującą rozwój osobisty człowieka poprzez prawa i zasady. Proponują odejście od tradycyjnie pojmowanej religijności na rzecz szeroko rozumianej duchowości[9].
- Indywidualizm – brak jednoznacznych zasad ma zachęcać neopogan do poszukiwania własnej ścieżki duchowej. Członkowie ruchu mają różne podejście do kwestii absolutu i ekspresji swoich przekonań. Ta sama zasada przyświeca formacji New Age – według niej jednostka musi sama poszukiwać tzw. sensu istnienia, konstruując przy tym własną duchowość.
- Mistycyzm w pojmowaniu natury – głęboka ekologia to rdzeń filozofii New Age, przyjmuje definicję Ziemi jako czującej istoty, z którą należy się jednoczyć[10]. Oba ruchy głoszą konieczność życia w zgodzie z naturą i podkreślają jej sakralny wymiar.
- Holistyczne postrzeganie rzeczywistości – ujmowanie świata i człowieka jako organicznej całości.

## Kontrowersje
Neopogaństwo ma historię powiązań z nacjonalistycznymi oraz faszystowskimi ugrupowaniami (na gruncie polskim np. Zadruga). Jako ideologia oparta na odwoływaniu się do pojęcia narodu (etniczności) ma bezpośrednie konotacje nacjonalistyczne. Jest to szczególnie wyraźnie w krajach Europy Wschodniej, które zmagały się z komunizmem – według niektórych badaczy “komunistyczny ucisk” podsycał nacjonalistyczne tendencje i dlatego neopogaństwo etniczne zyskało popularność większą niż w innych rejonach Europy.
Rodzimowierstwo ma być środkiem do utrzymania “nieskażonej” tożsamości narodowej. Według etnopogan chrześcijaństwo nie jest w stanie tego zapewnić, ponieważ wytworzyła je obca kultura. Pogańskie praktyki są przez nacjonalistów traktowane jako źródło symboli i idei służące temu celowi.
Neopogaństwo było jedną z inspiracji niemieckiego narodowego socjalizmu w latach 30. oraz jednym z dwóch odłamów volkizmu. Radykalne zerwanie z chrześcijaństwem jako religią niegodną “germańskiej duszy” doprowadziło do zwrócenia się ku starogermańskim ideom z intencją zjednoczenia podzielonego narodu.

## Lista nurtów i ruchów neopogańskich wedle wyjściowych wierzeń

### Basen Morza Śródziemnego
- Kemetyzm  – Religia starożytnego Egiptu
- Hellenizm – Religia starożytnej Grecji

### Europa Północna
- Ásatrú – Mitologia nordycka

### Europa Zachodnia
- Rekonstrukcjonizm celtycki – Mitologia celtycka

### Europa Środkowo-Wschodnia
- Romuva – Mitologia bałtyjska (Litwa)
- Dievturība – Mitologia bałtyjska (Łotwa)
- Taara[13] (Estonia)
- RUNWira (Ukraina)
- Krug Peruna (Słowacja)

### Ameryka Północna i Południowa
- Mexicayotl – Wierzenia Azteków

### Geneza synkretyczna złożona aprioryczna
- Ár nDraíocht Féin
- Wicca